# Szent Antal-templom (Nagybánya)
A nagybányai Szent Antal-templom műemlékké nyilvánított épület Romániában, Máramaros megyében. A romániai műemlékek jegyzékében az MM-II-m-A-04479 sorszámon szerepel.